# Percy Fernández
Percy Fernández Añez (Santa Cruz de la Sierra, 14 de febrero de 1939), realizó sus estudios secundarios en el Colegio Nacional Florida,es un ingeniero civil y político boliviano, fue alcalde de su natal Santa Cruz de la Sierra en seis gestiones, tres gestiones con el Movimiento Nacionalista Revolucionario (MNR), una con el Movimiento de Unidad Popular (MUP) y dos con su agrupación Santa Cruz Para Todos (SPT). En su carrera política ha sido senador de la República, ministro de Integración, presidente de la Corporación de Desarrollo de Santa Cruz (CORDECRUZ) y vicepresidente del Comité de Obras Públicas.

## Biografía
Nació el 14 de febrero de 1939 en Santa Cruz de la Sierra. Sus padres fueron Genaro Fernández y Piedades Añez. Es el menor de 10 hijos del matrimonio.
Cursó primaria en la Escuela Neptalí Sandoval y la secundaria en el Colegio NACIONAL FLORIDA, ambos en Santa Cruz. Se graduó de Ingeniero Civil con el grado máximo en la Universidad Nacional de Córdoba, Argentina. Y pronto, a su regreso al país, comenzó a trabajar en su profesión construyendo puentes, carreteras, edificios y muchas otras obras públicas y privadas. 
Fue elegido Vicepresidente del Comité de Obras Públicas de Santa Cruz, del que pronto fue su Presidente. Y un par de años más tarde, sería el primer Presidente de la Corporación Regional de Desarrollo de Santa Cruz. Tiempo después sería ejecutivo de CRE, COTAS y SAGUAPAC.
Elegido Presidente del Comité Pro Santa Cruz en 1983, y reelegido al año siguiente, lideró él la elaboración del primer Proyecto de Ley de Gobiernos Departamentales y Descentralización.
Fue elegido Senador de la República en 1989. Y luego elegido por voto popular Alcalde de Santa Cruz de la Sierra, cargo que ocuparía por tres períodos consecutivos [entonces de sólo dos años cada uno], entre de 1990 y 1995 (enero de 1990 - octubre de 1991; enero de 1992 - octubre de 1993; enero de 1994 - octubre de 1995). Fue elegido Concejal Municipal desde 1996 hasta 2004. Nuevamente Alcalde, por cinco años de enero de 2005 a enero de 2010 y reelecto el 4 de abril de 2010 hasta el 2015.
Fue elegido alcalde de Santa Cruz de la Sierra para los períodos 1990-1991, 1992-1993 y 1993-1994. Luego durante el periodo 2005-2009 y 2010-2014, así como concejal en los periodos 1995-1999 y 2000-2004. Fue reelecto en la gestión 2015-2020.
Siendo candidato del Movimiento Nacionalista Revolucionario (MNR), fue ganador de los comicios en 1989, 1991 y 1993, en tanto que en 2005 fue postulante del Frente Amplio Juntos Para Todos (FAJPT) y para el año 2010 formó su segunda agrupación ciudadana, llamada Santa Cruz Para Todos (SPT), siendo elegido el 4 de abril como alcalde con el 52% de los votos.
En 2015 es reelecto para el que sería, constitucionalmente, su último mandato de 2015 a 2020, mandato que fue extendido por ley tras la crisis política de 2019 y que no pudo terminar por motivos de salud (estar en grupos de riesgo del COVID-19), asumiendo el cargo Angélica Sosa de Perovic (Presidenta del Concejo) el 2 de abril de 2020.